# Solano (Cañar)
Solano ist eine Ortschaft und eine Parroquia rural („ländliches Kirchspiel“) im Kanton Déleg der ecuadorianischen Provinz Cañar. Die Parroquia besitzt eine Fläche von 15,01 km². Die Einwohnerzahl lag im Jahr 2010 bei 1667.

## Lage
Die Parroquia Solano liegt in den Anden südzentral in Ecuador. Das Gebiet wird im Westen und im Süden von einem etwa 2150 m hohen Höhenkamm eingerahmt. Der Río Déleg durchquert den Osten der Parroquia und entwässert das Areal nach Südosten zum Río Burgay. Der etwa 2600 m hoch gelegene Hauptort befindet sich 4,5 km südsüdwestlich vom Kantonshauptort Déleg sowie 12 km südwestlich der Provinzhauptstadt Azogues.
Die Parroquia Solano grenzt im Norden an die Parroquia Déleg, im Osten an die Parroquia Javier Loyola (Kanton Azogues), sowie im Süden und im Westen an die Provinz Azuay mit den Parroquias Llacao, Sidcay und Octavio Cordero Palacios (alle drei im Kanton Cuenca).

## Orte und Siedlungen
In der Parroquia gibt es folgende Comunidades: Animaspamba, Borma, Cristo Rey, Domay, El Calvario, Guabizhun La Dolorosa, Guabizhun La Laguna, Jacarín, Yolón und Zinín.

## Geschichte
Die Parroquia „Fray Vicente Solano“ wurde am 13. Juni 1916 im Kanton Azogues gegründet. Namensgeber war der aus Cuenca stammende berühmte Intellektuelle, Schriftsteller, Theologe und Redner Fray Vicente Solano (* 15. Oktober 1791; † 1. April 1865). Am 27. Februar 1992 wurde die Parroquia Teil des neu geschaffenen Kantons Déleg.